# Kepler-4 b
Kepler-4 b (KOI-7.01) est une exoplanète confirmée en orbite autour de l'étoile Kepler-4, dans la constellation du Dragon. Elle a été découverte par la Mission Kepler le 17 janvier 2010. Son diamètre fait 3,87 fois celui de la Terre. Elle est comparable en taille à Neptune.